# Selymes földibagoly
A selymes földibagoly  (Euxoa decora)  a rovarok (Insecta) osztályának a lepkék (Lepidoptera) rendjéhez, ezen belül a bagolylepkefélék (Noctuidae) családjához tartozó védett Archiválva 2009. június 29-i dátummal a Wayback Machine-ben faj.

## Elterjedése
A hegyekben és a hegyvidéki területeken az Északnyugat-Afrikában, Dél-Európában és Nyugat-Ázsiában fordul elő, az Alpokban 2000 méterig. Élőhelye sziklás lejtőkön, sziklás területeken és sziklagyepeken található.
Alfajok elterjedtsége:
- ssp. decora  - Keleti-Alpok, Észak-Itália
- ssp. simulatrix - Nyugati-Alpok, Pireneusok
- ssp. splendita - Abruzzo (Olaszország)
- ssp. macedonia - Adria-tenger partvidéke, Görögország, Balkán-félsziget
- ssp. olympica - Közép-Görögország
- ssp. hackeri - Falakron-hegység, Észak-Közép-Görögország

## Megjelenése
- lepke: szárnyfesztávolsága: 38–41 mm. Az első szárnyak  a szürke árnyalataiból tevődnek össze, világosszürke vagy sárgás szürke, vagy sötét szürke alapszínűek. A hátsó szárnyak fehér-szürke vagy szürke-barna színűek.
- hernyó:  sárga-szürke színű, sötét háti vonallal és sötét folttal a szemölcsökön

## Életmódja
- nemzedék: egy nemzedéke van egy évben, júliustól szeptemberig rajzik.
- hernyók tápnövényei:  különböző lágyszárú növények és fűfélék gyökerei, mint például Anthyllis vulneraria

## Fordítás
- Ez a szócikk részben vagy egészben  a   Hellgraue Erdeule című német Wikipédia-szócikk fordításán alapul.  Az eredeti cikk szerkesztőit annak laptörténete sorolja fel. Ez a jelzés csupán a megfogalmazás eredetét és a szerzői jogokat jelzi, nem szolgál a cikkben szereplő információk forrásmegjelöléseként.